# Hände hoch oder ich schieße
Hände hoch oder ich schieße ist der letzte unveröffentlichte DEFA-Film mit Aufführungsverbot aus der Zeit des 11. Plenums von 1965. Die Komödie wurde zwischen 1965 und 1966 gedreht, kam aber nie in die DDR-Kinos. Nach einer Rekonstruktion des Films im Jahr 2008 feierte er im Juni 2009 nach über 40 Jahren seine Kinopremiere.

## Handlung
In der Gangsterkomödie Hände hoch oder ich schieße verzweifelt Holms, ein hoch motivierter Volkspolizist, an seinem verbrecherlosen Einsatzort. Hat doch sein idyllisches Wolkenheim von allen Städten der DDR die niedrigste Kriminalitätsrate. Während Holms seine Depression von einem Psychiater behandeln lässt, versucht sein guter Freund und Ex-Ganove Pinkas mit einer ganz besonderen Maßnahme, dem gelangweilten Kriminalinspektor zu helfen. Gemeinsam mit seinen Ex-Gaunerfreunden raubt er das wertvolle Denkmal vom Marktplatz und verschafft Holms den Fall seines Lebens.
Während einer turbulenten Verfolgungsjagd gelingt es Holms nicht nur, seinen Trübsinn zu überwinden, er gewinnt am Ende auch seine heimliche Liebe, die schöne Lucie für sich.

## Verbotsgeschichte 1965/1966
Die Gangsterkomödie Hände hoch oder ich schieße von Hans-Joachim Kasprzik geriet nach Beendigung der Dreharbeiten im Januar 1966 wie viele andere DEFA-Filme dieser Zeit in die Mühlen des 11. Plenums des Zentralkomitees der SED. Die ursprünglich als Wirtschaftsplenum geplante Tagung wurde zu einer Abrechnung mit kritischen Kunst- und Kulturschaffenden der DDR. So wurden aktuelle Filmproduktionen verboten, deren Regisseure es wagten, die Gesellschaft der Zeit zu kritisieren und tabuisierte Themen an- und auszusprechen. Die Filmkultur der DDR war von hoher künstlerischer Qualität, blieb jedoch durch die engen Vorgaben der Politik vielfach eingeschränkt.
Im Februar 1966 fand nach der ersten Rohschnittabnahme von Hände hoch oder ich schieße durch das DEFA-Studio für Spielfilme eine Aussprache mit der Studioleitung statt, bei der Schnitt-, Kommentar- und Dialogänderungen festgelegt wurden. Autor Rudi Strahl und Regisseur Hans-Joachim Kasprzik erstellten eine Liste mit 22 „Korrekturen“, die provokante Aussprüche und Kommentare verharmlosen sollten.
Trotz starker Einschnitte wurde der anspielungsreichen Komödie die Zustimmung verweigert. Hände hoch oder ich schieße wurde mit dem Verdikt, der Film setze die Arbeit der Staats- und Sicherheitsorgane ins falsche Licht und entspreche nicht den „gegenwärtigen Aufgaben zur stärkeren Bekämpfung der Kriminalität“, erstmals verboten.
Eine erneute Sichtung des Films erfolgte 1970 nach der Genehmigung eines Theaterlustspiels von Drehbuchautor Rudi Strahl, das in seiner Grundidee auf Hände hoch oder ich schieße basierte. Während man das Lustspiel „Noch mal ein Ding drehn“ ohne Beanstandung an zahlreichen Bühnen der DDR aufführte, wurde Hände hoch oder ich schieße „aus politischen und kulturpolitischen Gründen endgültig abgelehnt“.

## Rekonstruktion 2008/2009
Im Filmarchiv des Bundesarchivs lagerten zu Beginn der Restaurierungsphase rund 570 Filmbüchsen mit Materialien zu Hände hoch oder ich schieße, darunter zehn Rollen Bildschnitt, die Originalmischung des Tons und eine Lichttonfassung, die 1966 zu Vorführzwecken vor den Gremien der DEFA und der Hauptverwaltung Film hergestellt worden war. Diese bildeten den Ausgangspunkt für die von der DEFA-Stiftung und dem Bundesarchiv durchgeführte Rekonstruktion des Films.
Über 40 Jahre lagerten die einzelnen ungeschnittenen Akte unsortiert im Archiv. Ähnlich einem Puzzle bedurfte es sorgfältiger jahrelanger Recherche und Arbeit, die einzelnen Filmmaterialien zu einem Ganzen zusammenzusetzen. Erst 2008 konnte die DEFA-Stiftung gemeinsam mit dem Filmarchiv des Bundesarchivs die überlieferten Negativ- und Positivmaterialien sichten und anhand des Drehbuchs die vollständige Gangsterkomödie wiederherstellen.
Während der Sichtung des Restmaterials wurden u. a. auch dokumentarische Szenen der Drehorte Naumburg/Saale, Quedlinburg und Stolberg/Harz entdeckt, die 1966 nicht in den Film aufgenommen wurden. Außerdem enthielten die Büchsen Farbtests von Traumsequenzen mit der Hauptfigur Holms, die unterschiedlich koloriert waren. Diese Farbsequenzen wurden aber weder in die Schnittfassung von 1966 noch in die von 2009 aufgenommen. Probeaufnahmen wurden nicht gefunden, auch keine der aus politischen Gründen herausgeschnittenen Sätze und Szenen. Der Zeichentrick-Vorspann inklusive Musik war dagegen komplett vorhanden.